# Apostolepis dimidiata
Espèce
Synonymes
- Elapomorphus dimidiatus Jan, 1862
- Elapomorphus erythronotus Peters, 1880
- Apostolepis erythronotus lineatus Cope, 1887
- Apostolepis nigriceps Werner, 1897
- Apostolepis barrioi de Lema, 1978
- Apostolepis ventrimaculata de Lema, 1978
- Apostolepis villaricae de Lema, 1978

Apostolepis dimidiata est une espèce de serpents de la famille des Dipsadidae.

## Répartition
Cette espèce se rencontre :
- au Brésil dans l'État de Paraná ;
- au Paraguay ;
- en Argentine dans les provinces de Misiones, de Corrientes, du Chaco et de Formosa.

## Publication originale
- Jan, 1862 : Enumerazione sistematico delle specie d'ofidi del gruppo Calamaridae. Archivio per la zoologia, l'anatomia e la fisiologia, vol. 2, p. 1-76 (texte intégral).